# Volksbank Büren und Salzkotten
Die Volksbank Büren und Salzkotten eG war eine Genossenschaftsbank in Ostwestfalen. Sie ging aus insgesamt 19 ehemals selbständigen Banken im Städtedreieck Bad Wünnenberg, Büren und Salzkotten hervor.
Am 1. Januar 2012 fusionierte sie mit der Volksbank Brilon eG zur Volksbank Brilon-Büren-Salzkotten eG.
Die Bank hatte zuletzt 191 Mitarbeiter und 36 Geschäftsstellen. Die Bilanzsumme betrug 2011 rund 851 Millionen Euro.